# Eleições autárquicas portuguesas de 1997 no distrito de Bragança
| Eleições autárquicas portuguesas de 1997 Distritos: Aveiro \| Beja \| Braga \| Bragança \| Castelo Branco \| Coimbra \| Évora \| Faro \| Guarda \| Leiria \| Lisboa \| Portalegre \| Porto \| Santarém \| Setúbal \| Viana do Castelo \| Vila Real \| Viseu \| Açores \| Madeira |

## Resultados por concelho
Os resultados nos concelhos do Distrito de Bragança foram os seguintes:

### Alfândega da Fé
| Partido                 | Partido                        | Votos | %               | +/-  | Vereadores | +/-     |
| ----------------------- | ------------------------------ | ----- | --------------- | ---- | ---------- | ------- |
|                         | Partido Socialista             | 2 343 | 49,87 / 100,00  | 4,28 | 3 / 5      | Estável |
|                         | Partido Social Democrata       | 1 875 | 39,91 / 100,00  | 0,52 | 2 / 5      | Estável |
|                         | Partido Popular                | 265   | 5,64 / 100,00   | 2,84 | 0 / 5      | Estável |
|                         | Coligação Democrática Unitária | 56    | 1,19 / 100,00   | 0,34 | 0 / 5      | Estável |
| Votos Inválidos         | Votos Inválidos                | 159   | 3,38 / 100,00   | 0,56 |            |         |
| Total                   | Total                          | 4 698 | 100,00 / 100,00 |      | 5 / 5      |         |
| Eleitorado/Participação | Eleitorado/Participação        | 6 339 | 74,11 / 100,00  | 2,62 |            |         |

### Bragança
| Partido                 | Partido                        | Votos  | %               | +/-   | Vereadores | +/-     |
| ----------------------- | ------------------------------ | ------ | --------------- | ----- | ---------- | ------- |
|                         | Partido Social Democrata       | 10 160 | 49,01 / 100,00  | 13,51 | 4 / 7      | 1       |
|                         | Partido Socialista             | 8 720  | 42,06 / 100,00  | 12,35 | 3 / 7      | 1       |
|                         | Partido Popular                | 617    | 2,98 / 100,00   | 1,46  | 0 / 7      | Estável |
|                         | Coligação Democrática Unitária | 531    | 2,56 / 100,00   | 0,71  | 0 / 7      | Estável |
| Votos Inválidos         | Votos Inválidos                | 703    | 3,39 / 100,00   | 0,41  |            |         |
| Total                   | Total                          | 20 731 | 100,00 / 100,00 |       | 7 / 7      |         |
| Eleitorado/Participação | Eleitorado/Participação        | 34 025 | 60,93 / 100,00  | 1,71  |            |         |

### Carrazeda de Ansiães
| Partido                 | Partido                        | Votos | %               | +/-   | Vereadores | +/-     |
| ----------------------- | ------------------------------ | ----- | --------------- | ----- | ---------- | ------- |
|                         | Partido Social Democrata       | 3 120 | 54,45 / 100,00  | 9,11  | 3 / 5      | Estável |
|                         | Partido Socialista             | 2 268 | 39,58 / 100,00  | 12,52 | 2 / 5      | 1       |
|                         | Coligação Democrática Unitária | 112   | 1,95 / 100,00   | 0,72  | 0 / 5      | Estável |
| Votos Inválidos         | Votos Inválidos                | 230   | 4,01 / 100,00   | 0,76  |            |         |
| Total                   | Total                          | 5 730 | 100,00 / 100,00 |       | 5 / 5      |         |
| Eleitorado/Participação | Eleitorado/Participação        | 8 287 | 69,14 / 100,00  | 1,66  |            |         |

### Freixo de Espada à Cinta
| Partido                 | Partido                        | Votos | %               | +/-   | Vereadores | +/-     |
| ----------------------- | ------------------------------ | ----- | --------------- | ----- | ---------- | ------- |
|                         | Partido Social Democrata       | 1 695 | 50,73 / 100,00  | 13,31 | 3 / 5      | 1       |
|                         | Partido Socialista             | 1 472 | 44,06 / 100,00  | 11,02 | 2 / 5      | 1       |
|                         | Coligação Democrática Unitária | 28    | 0,84 / 100,00   | 0,26  | 0 / 5      | Estável |
| Votos Inválidos         | Votos Inválidos                | 146   | 4,37 / 100,00   | 0,19  |            |         |
| Total                   | Total                          | 3 341 | 100,00 / 100,00 |       | 5 / 5      |         |
| Eleitorado/Participação | Eleitorado/Participação        | 4 457 | 74,96 / 100,00  | 0,49  |            |         |

### Macedo de Cavaleiros
| Partido                 | Partido                        | Votos  | %               | +/-   | Vereadores | +/-     |
| ----------------------- | ------------------------------ | ------ | --------------- | ----- | ---------- | ------- |
|                         | Partido Socialista             | 6 386  | 52,03 / 100,00  | 10,58 | 4 / 7      | 1       |
|                         | Partido Social Democrata       | 3 486  | 28,40 / 100,00  | 8,71  | 2 / 7      | 1       |
|                         | Partido Popular                | 1 799  | 14,66 / 100,00  | 2,21  | 1 / 7      | Estável |
|                         | Coligação Democrática Unitária | 109    | 0,89 / 100,00   | 0,06  | 0 / 7      | Estável |
| Votos Inválidos         | Votos Inválidos                | 493    | 4,02 / 100,00   | 0,40  |            |         |
| Total                   | Total                          | 12 273 | 100,00 / 100,00 |       | 7 / 7      |         |
| Eleitorado/Participação | Eleitorado/Participação        | 18 644 | 65,83 / 100,00  | 1,46  |            |         |

### Miranda do Douro
| Partido                 | Partido                        | Votos | %               | +/-   | Vereadores | +/-     |
| ----------------------- | ------------------------------ | ----- | --------------- | ----- | ---------- | ------- |
|                         | Partido Social Democrata       | 2 874 | 49,77 / 100,00  | 12,12 | 3 / 5      | 1       |
|                         | Partido Socialista             | 2 610 | 45,19 / 100,00  | 10,82 | 2 / 5      | 1       |
|                         | Coligação Democrática Unitária | 47    | 0,81 / 100,00   | 0,08  | 0 / 5      | Estável |
| Votos Inválidos         | Votos Inválidos                | 244   | 4,23 / 100,00   | 0,24  |            |         |
| Total                   | Total                          | 5 775 | 100,00 / 100,00 |       | 5 / 5      |         |
| Eleitorado/Participação | Eleitorado/Participação        | 8 481 | 68,09 / 100,00  | 2,62  |            |         |

### Mirandela
| Partido                 | Partido                           | Votos  | %               | +/-   | Vereadores | +/-     |
| ----------------------- | --------------------------------- | ------ | --------------- | ----- | ---------- | ------- |
|                         | Partido Social Democrata          | 7 300  | 45,27 / 100,00  | 22,04 | 4 / 7      | 2       |
|                         | Partido Popular                   | 4 160  | 25,80 / 100,00  | 15,27 | 2 / 7      | 2       |
|                         | Partido Socialista                | 3 478  | 21,57 / 100,00  | 7,33  | 1 / 7      | Estável |
|                         | Coligação Democrática Unitária    | 391    | 2,42 / 100,00   | 0,74  | 0 / 7      | Estável |
|                         | Partido da Solidariedade Nacional | 270    | 1,67 / 100,00   | -     | 0 / 7      | -       |
| Votos Inválidos         | Votos Inválidos                   | 526    | 3,26 / 100,00   | 1,49  |            |         |
| Total                   | Total                             | 16 125 | 100,00 / 100,00 |       | 7 / 7      |         |
| Eleitorado/Participação | Eleitorado/Participação           | 24 974 | 64,57 / 100,00  | 1,38  |            |         |

### Mogadouro
| Partido                 | Partido                        | Votos  | %               | +/-     | Vereadores | +/-     |
| ----------------------- | ------------------------------ | ------ | --------------- | ------- | ---------- | ------- |
|                         | Partido Socialista             | 4 301  | 49,97 / 100,00  | 0,96    | 4 / 7      | Estável |
|                         | Partido Social Democrata       | 3 887  | 45,16 / 100,00  | 1,56    | 3 / 7      | Estável |
|                         | Coligação Democrática Unitária | 123    | 1,43 / 100,00   | 0,65    | 0 / 7      | Estável |
| Votos Inválidos         | Votos Inválidos                | 296    | 3,44 / 100,00   | Estável |            |         |
| Total                   | Total                          | 8 607  | 100,00 / 100,00 |         | 7 / 7      |         |
| Eleitorado/Participação | Eleitorado/Participação        | 12 354 | 69,67 / 100,00  | 1,49    |            |         |

### Torre de Moncorvo
| Partido                 | Partido                        | Votos  | %               | +/-  | Vereadores | +/-     |
| ----------------------- | ------------------------------ | ------ | --------------- | ---- | ---------- | ------- |
|                         | Partido Socialista             | 3 698  | 51,28 / 100,00  | 6,18 | 4 / 7      | 1       |
|                         | Partido Social Democrata       | 2 665  | 36,96 / 100,00  | 0,37 | 3 / 7      | Estável |
|                         | Partido Popular                | 442    | 6,13 / 100,00   | 7,50 | 0 / 7      | 1       |
|                         | Coligação Democrática Unitária | 101    | 1,40 / 100,00   | 0,29 | 0 / 7      | Estável |
| Votos Inválidos         | Votos Inválidos                | 305    | 4,23 / 100,00   | 0,66 |            |         |
| Total                   | Total                          | 7 211  | 100,00 / 100,00 |      | 7 / 7      |         |
| Eleitorado/Participação | Eleitorado/Participação        | 10 891 | 66,21 / 100,00  | 3,15 |            |         |

### Vila Flor
| Partido                 | Partido                        | Votos | %               | +/-  | Vereadores | +/-     |
| ----------------------- | ------------------------------ | ----- | --------------- | ---- | ---------- | ------- |
|                         | Partido Socialista             | 3 141 | 54,27 / 100,00  | 3,43 | 3 / 5      | Estável |
|                         | Partido Social Democrata       | 2 128 | 36,77 / 100,00  | 6,07 | 2 / 5      | Estável |
|                         | Partido Popular                | 181   | 3,13 / 100,00   | 3,28 | 0 / 5      | Estável |
|                         | Coligação Democrática Unitária | 108   | 1,87 / 100,00   | 0,42 | 0 / 5      | Estável |
| Votos Inválidos         | Votos Inválidos                | 230   | 3,97 / 100,00   | 0,22 |            |         |
| Total                   | Total                          | 5 788 | 100,00 / 100,00 |      | 5 / 5      |         |
| Eleitorado/Participação | Eleitorado/Participação        | 8 065 | 71,77 / 100,00  | 0,69 |            |         |

### Vimioso
| Partido                 | Partido                        | Votos | %               | +/-  | Vereadores | +/-     |
| ----------------------- | ------------------------------ | ----- | --------------- | ---- | ---------- | ------- |
|                         | Partido Socialista             | 2 524 | 55,39 / 100,00  | 4,34 | 3 / 5      | Estável |
|                         | Partido Social Democrata       | 1 816 | 39,85 / 100,00  | 3,43 | 2 / 5      | Estável |
|                         | Coligação Democrática Unitária | 30    | 0,66 / 100,00   | 0,46 | 0 / 5      | Estável |
|                         | Partido Popular                | 16    | 0,35 / 100,00   | -    | 0 / 5      | -       |
| Votos Inválidos         | Votos Inválidos                | 171   | 3,75 / 100,00   | 0,80 |            |         |
| Total                   | Total                          | 4 557 | 100,00 / 100,00 |      | 5 / 5      |         |
| Eleitorado/Participação | Eleitorado/Participação        | 6 609 | 68,95 / 100,00  | 1,60 |            |         |

### Vinhais
| Partido                 | Partido                        | Votos  | %               | +/-   | Vereadores | +/-     |
| ----------------------- | ------------------------------ | ------ | --------------- | ----- | ---------- | ------- |
|                         | Partido Socialista             | 5 885  | 65,75 / 100,00  | 17,32 | 5 / 7      | 1       |
|                         | Partido Social Democrata       | 2 610  | 29,16 / 100,00  | 16,96 | 2 / 7      | 1       |
|                         | Coligação Democrática Unitária | 125    | 1,40 / 100,00   | 0,99  | 0 / 7      | Estável |
| Votos Inválidos         | Votos Inválidos                | 331    | 3,70 / 100,00   | 0,72  |            |         |
| Total                   | Total                          | 8 951  | 100,00 / 100,00 |       | 7 / 7      |         |
| Eleitorado/Participação | Eleitorado/Participação        | 13 448 | 66,56 / 100,00  | 1,89  |            |         |